# Janice Knickrehm
Janice Knickrehm (* 1925 in den Vereinigten Staaten; † 23. Januar 2013 in Salt Lake City, Utah) war eine US-amerikanische Schauspielerin.

## Leben
Knickrehm hatte ihr Filmdebüt 1995 im Horrorfilm Halloween VI – Der Fluch des Michael Myers. In der Folge spielte sie in einigen weiteren Spiel- und Fernsehfilmen und hatte Gastrollen in Fernsehserien, darunter Everwood und Ein Wink des Himmels.

## Filmografie (Auswahl)
- 1995: Halloween VI – Der Fluch des Michael Myers (Halloween: The Curse of Michael Myers)
- 1996: Tödliche Umstände (Invasion of Privacy)
- 1998: SLC Punk!
- 1999: Born To Kill – Tödliche Erinnerungen (Absence of the Good)
- 2001: Emilys Geheimnisse (Little Secrets)
- 2005: Gut gebellt ist halb gewonnen (Life Is Ruff)
- 2007: The Haunting of Marsten Manor
- 2010: Mein Bruder, die Pfadfinderin! (Den Brother)